# ذربوب فيشر
ذُرْبُوب فِيشِر نبات مزهر دوفصي في الفصيلة النرجسية والذي يستخدم أحيانًا نبات للزينة. لها أزهار صفراء تظهر في الربيع. هذا النوع موطنه وسط وجنوب غرب آسيا (تركمانستان وطاجيكستان وأوزبكستان وأرمينيا وأذربيجان وجورجيا وإيران والعراق ولبنان وسوريا وتركيا).  لون زهرتها إلى الصفار الكبريتي الباهت، تطول نحو ٣٥ مم. تنويرها ربيعي.